# Referendum o nezávislosti Skotska (2014)

Výsledky referenda podle volebních okrsků. Zeleně pro nezávislost. Červená pro setrvání ve Spojeném království. Tmavší odstíny znamenají vyšší procento hlasu pro vybranou možnost

Referendum o nezávislosti Skotska se konalo 18. září 2014. O jeho uskutečnění dlouho usilovala Skotská národní strana a její předseda Alex Salmond, kterému se povedlo ho prosadit v roce 2013, za vlády Davida Camerona. Cílem referenda bylo rozhodnutí, jestli se má Skotsko odtrhnout od Spojeného království a stát se samostatným státem. Byla v něm položena pouze jedna otázka, a to ve znění „Should Scotland be an independent country?“, v češtině „Má být Skotsko nezávislou zemí?“ V referendu obyvatelé Skotska nezávislost odmítli. 55,3 % voličů se vyslovilo pro setrvání ve Spojeném království, zatímco pro nezávislost jich hlasovalo 44,7 %. Volební účast překonala hranici 85 %.

## Historie
Na začátku 70. let byly v Severním moři objeveny naleziště ropy, což způsobilo ekonomický rozmach Skotska. Díky tomu se začaly objevovat snahy o osamostatnění a vznikla Killibrandova komise, snažící se prosadit vytvoření skotského parlamentu.
Ve volbách v roce 1974 posiluje Skotská národní strana a v roce 1978 je vytvořen Zákon o Skotsku, na jehož základě měl vzniknout skotský parlament. S jeho přijetím ale souviselo referendum, ve kterém se Skotové měli vyjádřit, jestli souhlasí s vládní politikou. To skončilo nezdarem, protože pro se nevyjádřilo požadovaných 40 % obyvatel.
Další šance se pro skotskou autonomii naskytla až na konci 90. let, po nástupu Tonyho Blaira do funkce britského premiéra. Konalo se další referendum, tentokrát úspěšné, na jehož základě vznikl v roce 1999 samostatný skotský parlament.
Samotnému referendu o nezávislosti předcházela jednání mezi vládou Skotska a vládou Spojeného království, která vyústila v tzv. Edinburskou dohodu podepsanou 15. října 2012 v Edinburghu, garantující legalitu a uznání výsledku referenda a zároveň stanovující některé jeho základní parametry:
- jasný zákonný základ, uzákonění skotským parlamentem, vedené důvěrou v parlamenty, vlády, lid a zjištění jasného výsledku dotazu a vyjádření rozhodnutí lidu Skotska o výsledku, který budou všichni respektovat,
- dodrží nejvyšší normy spravedlnosti, transparentnosti a náležitosti, informovanosti poradenstvím s nezávislými poradci,
- vyhlášení se bude skládat z data dne referenda, podmínky hlasování, znění otázky, pravidla financování kampaně a ostatní pravidla pro referendum
- podrobnosti této dohody vlády vydají následným memorandem a návrhem pravidel - součástmi této dohody.[5]

Dohodu podepsali za Británii premiér David Cameron a za Skotsko premiér Alex Salmond, ministr zahraničí Michael Moore a vicepremiérka Nicola Sturgeonová.
Zákon o referendu byl 21. března 2013 předložen skotskému parlamentu, který ho schválil 14. listopadu a královna Alžběta II. ho podepsala 17. prosince 2013.

## Negativní a pozitivní ohlasy (kampaně před referendem)
Hlavní lídři kampaní byli Alister Darling (pro zachování svazku s Velkou Británií) a Alex Salmond (pro nezávislost Skotska).
Otázka nezávislosti Skotska hýbala celou společností Velké Británie, a proto do kampaní byly zapojeny významné osobnosti. Proti byli např. (Mick Jagger, Stephen Hawking, Judy Dench, David Attenborough). Pro byli např. (Sean Connery, Brian Cox, Irvin Welsh). Salmond neviděl Velkou Británii pouze negativně, v programu Scotland’s future dokonce píše: „Anglie, Wales a Severní Irsko budou vždy naší rodinou.“ Hovoří také o budoucí spolupráci nezávislého Skotska a Velké Británie: „Budeme spolupracovat se zbytkem Spojeného království v Evropské unii.“ 
Proti odtržení Skotska se ozvalo několik kritických hlasů. Již v lednu 2014 britská vláda upozornila, že Skotsko v případě osamostatnění nebude součástí EU. Skotsko by tak čekala složitá a dlouhá jednání ohledně opětovného vstupu. Ministr zahraničních věcí William Hague tvrdí, že po pozitivním výsledku referenda by nastal „stav nejistoty“. Zároveň odstartoval sérii analýz, kterými chce přesvědčit obyvatele Skotska, aby nehlasovali pro nezávislost. Nezávislost může mít ještě další negativní dopady, které jsou zatím předmětem dohadů. Opozice nedávno prohlásila, že v případě jejich vlády existuje možnost zavedení pasových kontrol na hranicích mezi Británií a Skotskem. Vyjádřil se tak vůdce britské labouristické strany Ed Miliband a jeho vyjádření podpořila i ministryně vnitra za Konzervativní stranu Theresa Mayová. Opozice nezávislosti tvrdí, že Skotsko bude muset zavést drastické škrty a několik let bude trvat než se z toho ekonomika vzpamatuje. Samotná ropa Skotsko nespasí. Naopak příznivci nezávislosti tvrdí, že i po osamostatnění chtějí zůstat součástí NATO a Evropské unie. Spisovatelka Joanne Rowlingová, která žije ve Skotsku, několik měsíců před referendem darovala milion liber kampani proti nezávislosti Skotska.

## Výsledky
- Pro nezávislost hlasovalo 1 617 989 voličů (44,7 %)
- Proti nezávislosti hlasovalo 2 001 926 voličů (55,3 %)
- Volební účast byla 84,6 %
- Pro nezávislost hlasovaly 4 ze 32 správních oblastí: Západní Dunbartonshire, Glasgow, Severní Lanarkshire a Dundee. Ostatní hlasovaly proti nezávislosti.[2]
- Za výsledek lze brát i pokrok ve skotském národním nacionalismu, moderním pojetí práva národa na sebeurčení, roli ekonomie v rozhodování lidí či posílení Skotské národní strany.[13]
- Výsledky skotského referenda v září 2014 ukázaly na postupný značný nárůst příznivců nezávislosti. Zafungovala zde politická mobilizace voličů. Například  v květnu 2013[13] se pro nezávislost vyjádřilo 25% respondentů, 65 % bylo proti, z voličů SNP se vyjádřilo 20 % proti nezávislosti. Pro 40 % respondentů by se vláda měla hlavně věnovat otázkám ekonomiky, nezaměstnanosti a téma nezávislosti skončilo až na pátém místě. Tři měsíce před referendem se rozdíl velmi snížil (proti by hlasovalo 52 % voličů, pro 34 %, 13 % nerozhodnuto).[14]

|                    | Procent | Voličů    |
| ------------------ | ------- | --------- |
| Pro nezávislost    | 44,7 %  | 1 617 989 |
| Proti nezávislosti | 55,3 %  | 2 001 926 |

## Další vývoj
V britských volbách 2015 získala Skotská národní strana 56 z 59 křesel, které má Skotsko v Dolní sněmovně, což byl historický úspěch. Ožily tak další spekulace o možnosti nového referenda, třeba v roce 2016 u příležitosti voleb do skotského parlamentu. Předpokládá se, že díky tomuto úspěchu se znovu zvýší tlak na odtržení Skotska, zvlášť v případě, že se Velká Británie v referendu nevysloví pro setrvání v EU. Šéfka skotských nacionalistů Nicola Sturgeonová varovala, že pokud Anglie bude hlasovat pro odchod z EU, požadavek Skotů na druhé referendum o nezávislosti bude nezastavitelný. Toto referendum slíbil premiér David Cameron v případě, že bude ve volbách potvrzen v čele vlády, což se stalo. David Cameron nové spekulace okomentoval tak, že se Skotové v posledním referendu rozhodně vyslovili pro setrvání Skotska ve Spojeném království a že v brzké době tak nové referendum čekat nemohou. Britský premiér bude muset splnit své sliby, které dal během předvolební kampaně, že poskytnou Skotsku vysokou decentralizaci. Ministři jsou přesvědčeni, že je důležité to učinit rychle, aby se neopakovalo referendum v Quebecu 1995. Pokud splní své sliby Skotsku, nastane problém s požadavky ostatních členu Spojeného království.